# Funk melody
Funk melody é um subgênero do freestyle, surgido no início dos anos 1990 com letras centradas em temáticas românticas e sem apelo sexual, diferenciando-se do funk carioca, apesar do nome, que originou-se do miami bass e traz um conteúdo mais explícito. O funk melody faz grande uso de samplers e baterias electrônicas.

## História

### Primeira geração
Com o surgimento do freestyle e o sucesso que estava obtendo nos Estados Unidos, esse gênero musical chegou ao Brasil por volta de 1988. Em terras brasileiras, esse gênero era chamado de funk melody, e, somente anos mais tarde, foi feita a diferenciação na qual artistas internacionais são chamados "artistas de freestyle" enquanto que os brasileiros são chamados "artistas de funk melody". O gênero partiu de um contexto diferente do funk carioca, cena influenciada por outro estilo musical, o miami bass, que apostava em um conteúdo explícito ou de duplo sentido, enquanto o funk melody partia de composições mais românticas ou sobre curtir a noite.
O primeiro funk melody brasileiro gravado foi "Melô do Príncipe", por Guilherme Jardim, em 1990. Era uma versão da canção Just Another Lover, de Ray Guell. Essa versão foi produzida pelo DJ Marlboro e lançada no LP intitulado "DJ Marlboro Apresenta: Funk Brasil 2" (Lado 2, faixa 1), que, junto do tecladista Humberto Mello, foram um dos maiores produtores de funk melody dos anos 1990, assim como o Dj Robson Leandro e o tecladista Victor Junior. Em 1991, uma nova canção de funk melody foi gravada, agora pelo grupo Cashmere. A canção era "Vem Amor", a qual foi lançada no LP:  "Malboro D.J. Apresenta: Funk Brasil 3" (Lado 2, Faixa 2) e se tornou bastante popular. No mesmo ano, foi lançado o primeiro álbum só de funk melodies: o grupo era Funk Girls e o álbum era Love Girls, lançado pela gravadora Kaskata's. Desde então, surgiram diversas coletânes de funk melody, e diversos novos artistas surgiram, entre eles You Can Dance, Latino, Cashmere, Johnny B, Ginno, Força do Rap, entre outros. 
O pico de sucesso do funk melody foi durante a década de 1990, quando surgiram grandes sucessos como "Me Leva", do Latino, "Anjo", do You Can Dance, "Mel da sua Boca", do Copacabana Beat, "Segura", do Cashmere, "Joguei com seu Coração", do Abdullah, "Sinto Saudade", do Mike Dee, "De Bar em Bar", do Tchello. Em 1996 o gênero ganhou espaço nas rádios com o surgimento da dupla Claudinho & Buchecha,  que emplacou sucessos como "Só Love", "Nosso Sonho", "Quero Te Encontrar", "Conquista" e "Fico Assim Sem Você". Até mesmo artistas de outros gêneros musicais chegaram a gravar funk melody, como Angélica e Xuxa. Com o apoio do programa apresentado por Xuxa, como o Planeta Xuxa, os cantores se tornaram conhecidos por todo o Brasil. Os álbuns mais populares do funk melody são "Marcas de Amor", do Latino, e a coletânea "Funk Brasil Especial": ambos ganharam disco de ouro por ultrapassar 100 000 álbuns vendidos.

### Segunda geração
Durante a década de 2000 o funk melody perdeu a popularidade gradativamente e o espaço para a música pop nas rádios e para o funk carioca de conteúdo explícito nas comunidades. O gênero foi reativado em 2006 com o surgimento da cantora Perlla, que conquistou sucesso com canções como "Tremendo Vacilão", "Eu Vou", "Menina Chapa-Quente", "Beijo de Cinema" e "Totalmente Demais", vendendo 100 mil cópias em seu primeiro álbum. Outro expoente na época foi MC Leozinho com as faixas "Ela Só Pensa em Beijar (Se Ela Dança, Eu Danço)" e "O Show".

### Terceira geração
Na década de 2010 surgiu a terceira geração de artistas do gênero, em 2013, no qual destacaram-se Anitta com "Menina Má" – antes de partir para a música pop – e Naldo Benny com "Se Joga". Em pouco tempo surgiram outros artistas mesclando funk melody com outros gêneros musicais em suas canções commo Ludmilla, Nego do Borel, Lexa e Dream Team do Passinho.

## Alguns artistas do movimento
- Claudinho & Buchecha[10]